# Milicia Francesa
La Milicia Francesa (Milice Française en francés) fue una organización paramilitar, convertida en ejército oficial, creada el 30 de enero de 1943 por el gobierno de la Francia de Vichy con apoyo de la Alemania nazi, dándole el objetivo de combatir a la Resistencia Francesa y así aliviar las funciones de las SS y la SD. Se estableció como líder político de la Milicia al primer ministro de Vichy, Pierre Laval, y como su secretario general al político filofascista Joseph Darnand, quien en la práctica dirigiría las actividades de estas tropas y la coordinaría directamente con los nazis.
Participó en ejecuciones sumarias y asesinatos, ayudando a reunir a judíos y miembros de la resistencia en Francia para su deportación. Fue el sucesor de la milicia del Servicio de Orden Legionario (SOL) de Joseph Darnand. La Milicia era la manifestación más extrema del fascismo del régimen de Vichy. Finalmente, Darnand consideró a la Milicia como un movimiento político fascista de partido único para el Estado francés.
La Milicia usó frecuentemente la tortura para extraer la información o las confesiones de los que interrogaron. La Resistencia Francesa consideró a la Milicia más peligrosa que la Gestapo y las SS porque eran franceses nativos que entendían los dialectos locales con fluidez, conocían ampliamente los pueblos y las zonas rurales, al igual que a la población local y a los informantes.

## Origen y apogeo

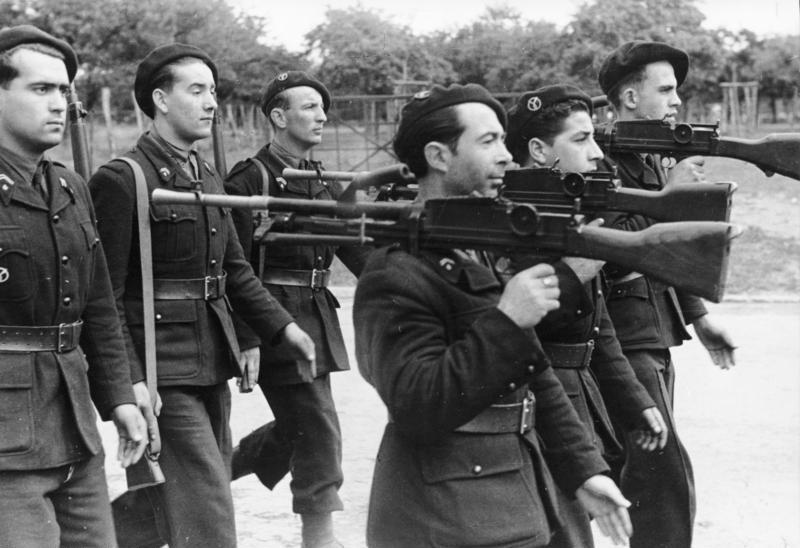
Miembros de la Milicia Francesa, los tres de adelante con ametralladoras checoslovacas ZB vz. 26 y los tres de atrás con fusiles MAS-36.

El antecesor de la Milicia Francesa era una fuerza paramilitar de pequeño tamaño, formada por ultraderechistas franceses pronazis y llamada Servicio de Orden Legionario (Service d´Ordre Legionnaire, SOL) creada por Darnand con apoyo del mariscal Philippe Pétain para participar junto a la Wehrmacht en la Operación Barbarroja contra la Unión Soviética. A lo largo de 1942 los jefes militares alemanes en el Frente Oriental advirtieron que el contingente francés era muy reducido y que sus esfuerzos serían mejor dirigidos a reprimir en su país a la Resistencia Francesa.
Dona aceptó gustoso esa idea y en enero de 1943 el SOL fue transformado en la Milicia Francesa, cuyos integrantes fueron inicialmente los militantes de partidos de extrema derecha, junto con individuos de muy diversos grupos que por algún motivo tenían animosidad hacia el comunismo o hacia los aliados, aunque también habían simples civiles apolíticos que veían en la Milicia una forma de obtener un medio de vida superior al promedio.
Algunos se unieron porque los miembros de sus familias habían muerto o resultado heridos en los bombardeos aliados o habían sido amenazados, extorsionados o atacados por la Resistencia Francesa. Otros se unieron por razones más mundanas: se reclutó a los delincuentes menores diciéndoles que sus sentencias serían conmutadas si se unían a la organización. Se ha estimado por varios historiadores (incluyendo Julian T. Jackson ) que la Milicia alcanzó 25.000-30.000 en 1944, aunque las cifras oficiales son difíciles de obtener. La mayoría de los miembros no eran milicianos a tiempo completo, sino dedicados solo unas horas por semana a sus actividades. La Milicia tenía una sección para los miembros a tiempo completo llamada Franc-Garde, que fueron movilizados permanentemente y vivieron en cuarteles.
La Milicia también tenía secciones juveniles para niños y niñas, llamadas Avant-Garde . 
Cabe considerar que la situación económica de Francia empeoraba progresivamente desde 1940, y la afiliación a la Milicia implicaba para los hombres en edad militar la obtención de un empleo regular, un sueldo decente y, sobre todo, raciones alimenticias muy superiores a las que recibía resto de la población, además de estar exentos de la deportación a Alemania para servir como obreros forzados.

## Símbolos y materiales

### Emblema

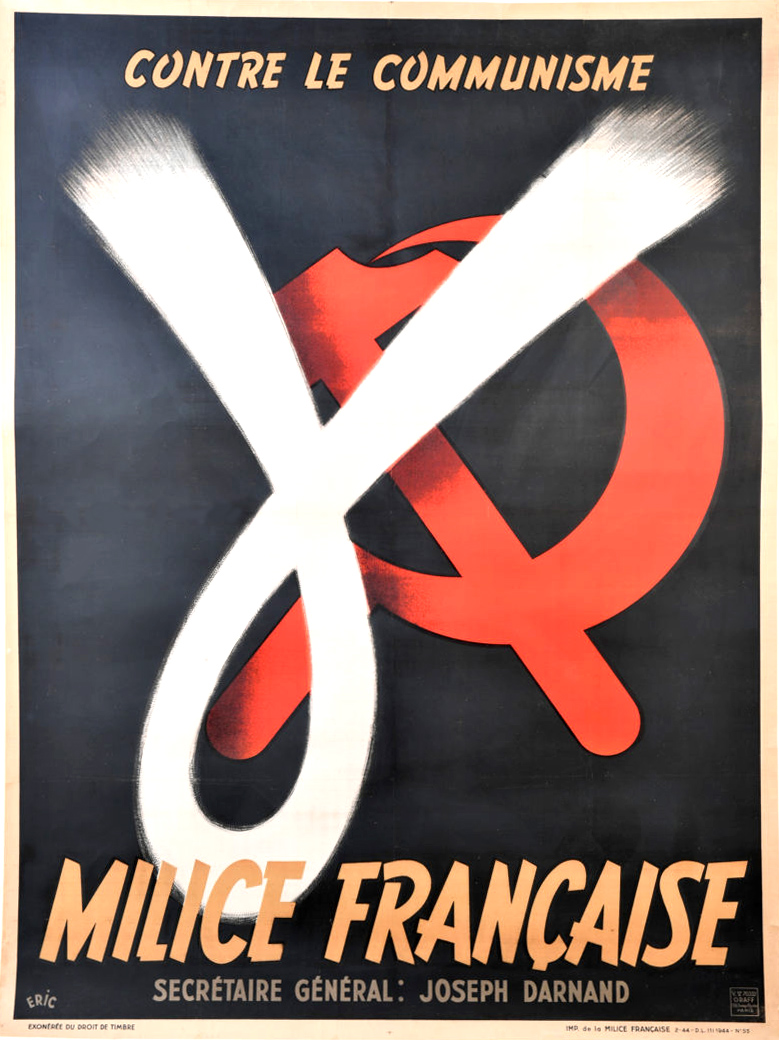
Póster de reclutamiento para la Milicia que dice: (traducido en español) Contra el Comunismo. [La] Milicia Francesa. Secretario General Joseph Darnand.

El emblema elegido para la Milicia llevaba la letra griega γ (gamma), el símbolo del signo zodiacal de Aries en el zodíaco, representando ostensiblemente el rejuvenecimiento y la reposición de energía. El esquema de color elegido era plata en fondo azul dentro de un círculo rojo para milicianos ordinarios, blanco en fondo negro para los militantes que llevaban el brazo, y blanco en fondo rojo para los combatientes activos.

### Himno
El himno de la Milicia fue el Le Chant des Cohortes.

### Uniforme

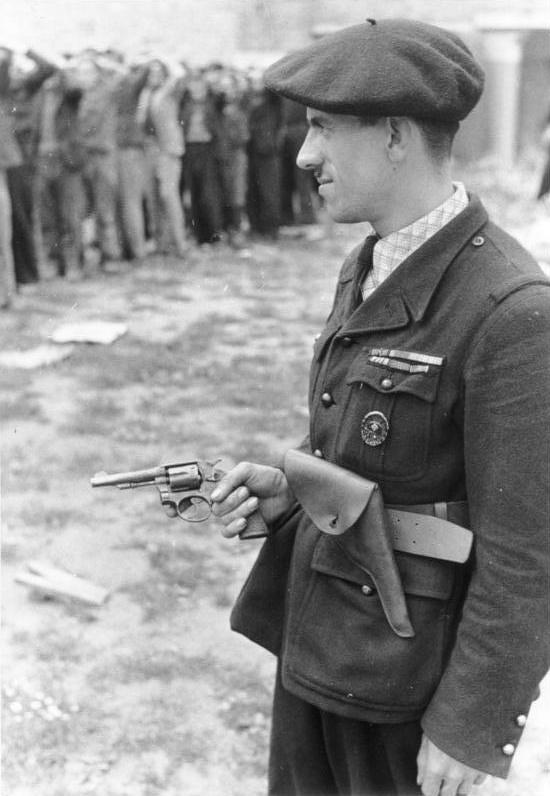
Miembro de la Milicia custodiando a miembros de la Resistencia (hechos prisioneros de guerra); condecorado con la medalla de herido y armado con un revólver.

Las tropas de la Milicia (conocidas como milicianos) tenían como uniforme un abrigo y pantalón de color azul, camisa marrón y boina azul oscuro (durante las operaciones activas de estilo paramilitar, se utilizaba un casco Adrian del ejército francés). Su periódico era Combats (no debe confundirse con el periódico de la Resistencia, Combat ). Eran empleadas a tiempo completo y a tiempo parcial, y contaba con un ala juvenil. Las fuerzas armadas de la Milicia eran oficialmente conocidas como Franc-Garde. Las fotografías contemporáneas muestran a la Milicia armada con una variedad de armas capturadas a las fuerzas Aliadas.

## Operaciones
La Milicia operaba inicialmente en la Francia de Vichy, pero por estímulo alemán extendió sus operaciones a toda Francia desde enero de 1944, fijando su sede en París y combatiendo células locales de maquis, así como cometiendo diversos asesinatos de supuestos colaboradores de la Resistencia o "dando caza" a los judíos para entregarlos a los alemanes. La principal acción bélica de la Milicia fue un ataque lanzado en marzo de 1944 para destruir refugios de la Resistencia en Alta Saboya, cerca a la frontera con Suiza, en lo que se denominó la Batalla de Gliéres. A pesar de la ferocidad del ataque de la Milicia, los maquis solo huyeron cuando acudieron las tropas del Heer con mejor armamento. 

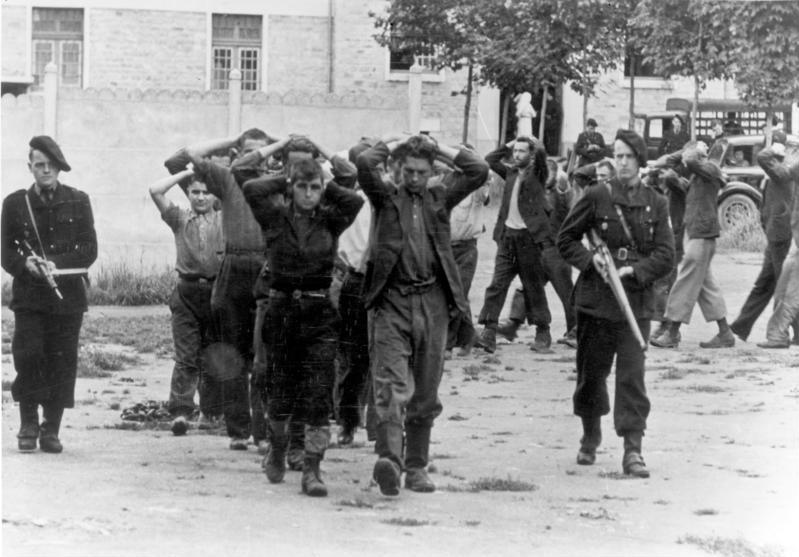
Julio de 1944: miembros de la Resistencia detenidos por la Milicia Francesa.

La Milicia participaba habitualmente en fusilamientos sumarios, asesinatos políticos, ayudó a capturar judíos para entregarlos a la Gestapo, así como a miembros de la Resistencia, además de usar la tortura contra estos. En tal sentido los milicianos (miliciens) franceses significaron un gran apoyo para las autoridades alemanas; de hecho, las fuerzas de las SS y la Gestapo habían tenido diversas dificultades para luchar contra la Resistencia pero gracias a la Milicia poseían un cuerpo de individuos que sabían francés, que conocían posibles escondites en las ciudades, y que podían reunir una vasta red de informantes nativos, facilitando mucho las tareas de represión. Por esos factores y por ser muy eficaz en el combate a la Resistencia, la Milicia llegó a ser tan odiada y temida como las propias SS, con las cuales rivalizaba en cuanto a violencia y brutalidad hacia la población civil.
La Resistencia también se ocupó de atacar individualmente a jefes de la Milicia, el caso más importante fue el de Philippe Henriot, Ministro de Propaganda de la Francia de Vichy y "jefe político" de la Milicia, que murió asesinado a tiros en París el 28 de junio de 1944 en su departamento de la Rue Solferino. A esta muerte la Milicia respondió matando numerosos presos de la Resistencia, así como posibles opositores al gobierno de Vichy. El 14 de julio (fiesta nacional francesa) del mismo año los miliciens masacraron a todos los maquis arrestados que se amotinaron en la Prisión de la Santé, en París.
Tras el Desembarco de Normandía el 6 de junio de 1944 y al ser evidente el rápido avance de los Aliados, la Milicia aumentó su violencia desenfrenadamente contra los civiles sospechosos de ayudar a la Resistencia. Cabe destacar que, si bien dependía formalmente del gobierno de Pétain, Darnand coordinaba sus acciones directamente con las SS y la Gestapo, operando en paralelo con el cuerpo de policía oficial de Vichy, inclusive la Milicia era oficialmente una fuerza paramilitar ajena a la legalidad de Vichy (gozaba de sus propios tribunales y servicios administrativos), pero tolerada y alentada debido al servicio que prestaba a los alemanes. 
Debido a la cercanía de la derrota nazi, en agosto de 1944 Philippe Pétain difundió mensajes condenando los "excesos" de la Milicia, mientras se distanciaba de esta fuerza paramilitar. Joseph Darnand respondió en una carta a Pétain en forma burlona, diciendo: "Durante cuatro años tuve derecho a todo su estímulo porque lo que hacíamos era "por Francia" Y hoy que los estadounidenses están a las puertas de París usted me empieza a decir que seré una mancha en la Historia francesa. ¡Lo hubiera podido notar más temprano!".

## Disolución
En junio de 1944 la Milicia alcanzó el cenit de sus miembros, con un máximo de 35.000 hombres en todas sus ramas, pero su número empezó a reducirse velozmente conforme la Wehrmacht era expulsada de Francia. Unos 6.000 miliciens lograron huir a Alemania junto con Darnand para seguir la lucha al lado de la Alemania nazi. De los demás, unos pocos tuvieron la posibilidad de fugarse a España o Suiza, pero muchos hombres de la Milicia pasaron a la clandestinidad y ocultaron su pasado colaboracionista durante varios años. 
Los miliciens que no pudieron huir de Francia ni ocultarse exitosamente en su país y fueron encarcelados por traición, y otros simplemente fueron ejecutados de modo sumario por miembros de la Resistencia, ya fuese como represalia o en estallidos de violencia estimulados por el odio de la población civil hacia la Milicia.
En septiembre de 1944 la Milicia había dejado de existir en la práctica dentro de Francia, mientras los miliciens refugiados en Alemania se integraron a la Wehrmacht o reforzaron la División Charlemagne del Waffen SS, formada por franceses al servicio de la Alemania nazi. Los supervivientes de esta última unidad mayormente perecieron durante la batalla de Berlín, en los últimos instantes de la Segunda Guerra Mundial.